# Ballet royal de Wallonie
Le Ballet royal de Wallonie est une compagnie de ballet fondée par Hanna Voos en 1966 à Charleroi. Son spectacle inaugural a été donné au Palais des Beaux-Arts de Charleroi le 30 septembre 1966, avec le concours de l'Orchestre philharmonique royal de Liège.

## Histoire
Réunissant en 1957 les corps de ballet du Théâtre royal de Mons et du Palais des Beaux-Arts de Charleroi, Hanna Voos installe sa nouvelle compagnie, le Ballet du Hainaut, dans cette dernière ville. La compagnie prend alors le nom de Ballet de Wallonie,. Hanna Voos en reste la directrice artistique dans un premier temps. Cette compagnie invite des solistes de renom pour les rôles principaux de ses spectacles : Claude Bessy, Paolo Bortoluzzi, Félix Blaska, etc.
Dix ans plus tard, la compagnie accède au titre de Ballet royal de Wallonie. Il est formé d'une quarantaine de danseurs, dont les solistes Miguel Navarro, Menia Martinez et Mitsuio Kishibe, et propose un répertoire classique et néo-classique.
Hanna Voos quitte le Ballet en 1976 et, après une période transitoire sous la direction artistique de Jacky Richard, puis de Juan Giuliano, c'est le chorégraphe cubain Jorge Lefebre qui reprend la direction artistique de la compagnie, jusqu'à son décès en 1990. Il en fait une compagnie de répertoire essentiellement néo-classique. C'est sous l'impulsion de Jorge Lefebre que le ballet prend sa vitesse de croisière, grâce à l'action du directeur général Guy Rassel, avec la création de puissantes œuvres néoclassiques : David come Home, The prodigal son is on the road again, Frankenstein, La Dame aux camélias, L'Enfant de porcelaine, Yerma, mettant en valeur les qualités des artistes de la maison, tels que Christine Klépal, Manuela Descamps, Catherine Plomteux, Francis Pedros, Wojchech Rybak, Joan Loan, Árpád Kovács, Caroline Jenkins, Sean O'Brien, etc.
En 1991, l'homme de théâtre Frédéric Flamand est nommé à la direction du Ballet royal de Wallonie, qu'il rebaptise Charleroi/Danses, marquant ainsi un tournant décisif vers la danse contemporaine. 